# (21432) Polingloh
(21432) Polingloh (1998 FJ115) – planetoida z pasa głównego asteroid okrążająca Słońce w ciągu 3,45 lat w średniej odległości 2,28 j.a. Odkryta 31 marca 1998 roku.